# Jules Coupier
Jules Coupier (* 30. April 1919 in Manosque; † 26. November 2020 in Thoard) war ein französischer Romanist, Okzitanist, Provenzalist, Lexikograf und Schriftsteller des Okzitanischen.

## Leben und Werk
Coupier war Volksschullehrer. Er erarbeitete im Ruhestand ab 1980 ein eintrags- und kontextreiches Wörterbuch Französisch-Provenzalisch, das mit wissenschaftlicher Hilfe herausgegeben wurde. Daneben verfertigte er provenzalische Fassungen bedeutender literarischer Texte des Französischen (Molière, Racine, Nerval, Alain-Fournier, Radiguet, Giono, Vercors). 1996 erhielt er den Mistral-Preis.

## Werke
- Dictionnaire français-provençal = Diciounàri francés-prouvençau, hrsg. von der Association Dictionnaire français-provençal u. d. L. von  Philippe Blanchet, Marseille 1995 (Vorwort durch Charles Rostaing); Marseille/Aix 2009, ISBN 2-85744-824-4 (60.000 Einträge, 1512 Seiten).
- Petit dictionnaire français-provençal=Pichoun diciounàri francés-prouvençau, Aix-en-Provence 1998 (18 000 Einträge, 360 Seiten)
- Lou Tartufe de Molière. Revisaduro e asatamen, Marseille 1998
- Divagaduro. Rimarié prouvençalo. Em'un pessu de franchiamand, Vallauris/Nice 2003